# 시크릿 세탁소
《시크릿 세탁소》(영어: The Laundromat)는 2019년 공개된 미국의 코미디 드라마 영화이다. 스티븐 소더버그가 감독을 맡았으며, 제이크 번스틴의 책 〈Secrecy World〉가 원작이다. 제76회 베네치아 국제 영화제 황금사자상 경쟁 후보작이다.

## 줄거리
변호사 위르겐 모사크와 라몬 폰세카가 세금 회피와 자금 세탁용으로 해외에 세운 유령 회사에 당한 피해자들의 실화, 그리고 이를 미국 국세청이 추적한 과정을 그린다.    

## 출연진
- 메릴 스트리프 - 엘런 마틴 / 엘리나 / 본인 역
- 게리 올드먼 - 위르겐 모사크 역
- 안토니오 반데라스 - 라몬 폰세카 역
- 샤론 스톤 - 해나 역
- 데이비드 슈위머 - 매슈 쿼크 역
- 마티아스 스후나르츠 - 메이우드 역
- 제프리 라이트 - 맬커스 어빈 본캠퍼 역
- 제임스 크롬웰 - 조지프 데이비드 “조” 마틴 역
- 멀리사 라우시 - 멜러니 마틴 역
- 로버트 패트릭 - 선장 리처드 패리스 역
- 윌 포테이 - 운 없는 미국인 1 역
- 크리스 파넬 - 운 없는 미국인 2 역
- 로절린드 차오 - 구카이라이 역
- 니키 어무카버드 - 미란다 역
- 논소 아노지에 - 찰스 역
- 크리스텔라 알론소 - IRS-CI 특수 요원 킬머 역
- 제이 폴슨 - 코너스 목사 역
- 찰스 핼퍼드 - 불 피우는 남자 역 (크레디트 미기재)
- 노르베르트 바이서
- 에이미 펨버턴